# Canale di Kinda
Il canale di Kinda (in svedese Kinda kanal) è un canale artificiale nell'Östergötland, che segue in larga misura il corso naturale del fiume Stångån dal lago Åsunden a nord verso Linköping. Il canale collega i laghi Åsunden, Ämmern, Järnlunden a Rimforsa e Lilla Rängen e Stora Rängen - via Brokind, Ärlången e Linköping, con il lago Roxen e il canale di Göta. La lunghezza totale del canale da Horns e Hycklinge ad Åsunden nel sud fino a Roxen nel nord è di poco più di 80 km, di cui circa 27 km costituiscono le sezioni scavate e demolite del canale; il dislivello tra loro è di 52,5 m Il canale ha 15 chiuse.

## Storia
Già verso la metà del XVIII secolo era previsto un percorso di trasporto attraverso i laghi. Il primo tentativo è stato fatto all'inizio del XIX secolo, quando il corso d'acqua tra i laghi Åsunden, Järnlunden e Stora Rängen è stato aperto attraverso una chiusa al castello di Brokind. A causa di errori di calcolo, la chiusa fu vittima dell'alluvione primaverile del 1813, appena due anni dopo la sua messa in servizio. Ci è voluto del tempo prima che l'idea venisse ripresa.
L'attuale collegamento è stato stabilito tra il 1865 e il 1871 ed è stato finanziato principalmente con fondi statali. Con la costruzione dei canali si doveva superare il grande disagio che in quell'epoca regnava in questa zona. Le merci da trasportare erano tronchi d'albero e prodotti agricoli.
Dopo che la linea ferroviaria da Kalmar a Linköping, l'odierna Stångådalsbanan, fu completata, il canale di Kinda perse improvvisamente la sua importanza come via di trasporto, poiché la ferrovia seguiva il suo corso. Non c'è stato alcun trasporto di merci sul canale dal 1940 circa e alla fine degli anni '50 furono costruiti ponti fissi con un'altezza libera di 3,10 m, che impedivano il passaggio di navi più grandi. Oggi il canale ha solo importanza turistica.

## Chiuse
Le chiuse nel canale Kinda possono gestire navi fino a 24,5 metri di lunghezza e 4,6 metri di larghezza. La chiusa di Nykvarns è un'eccezione che ha le stesse dimensioni delle chiuse nel canale di Göta.
- Chiusa di Nykvarns (numero di chiuse: 1, dislivello: 2,8 m)
- Chiusa di Tannefors (numero di chiuse: 3, dislivello: 10,5 m)
- Chiusa di Hackefors (numero di chiuse: 1, dislivello: 6,8 m)
- Chiusa di Hjulsbro (numero di chiuse: 1, dislivello: 0,2 m)
- Chiusa di Slattefors (numero di chiuse: 1, dislivello: 3,2 m)
- Chiusa di Sturefors (numero di chiuse: 1, dislivello: 3,2 m)
- Chiusa di Hamra (numero di chiuse: 2, dislivello: 8,9 m)
- Chiusa di Hovetorps (numero di chiuse: 4, dislivello: 15,8 m)
- Chiusa di Brokinds (numero di chiuse: 1, dislivello: 1,6 m)